# Sent Blancat
Sent Blancat (en francès Saint-Blancard) és un municipi francès situat al departament del Gers i a la regió d'Occitània.

## Demografia
| 1962                                       | 1968 | 1975 | 1982 | 1990 | 1999 | 2006 |
| ------------------------------------------ | ---- | ---- | ---- | ---- | ---- | ---- |
| 273                                        | 255  | 217  | 229  | 205  | 257  | 323  |
| Des de 1962: població sense dobles comptes |      |      |      |      |      |      |

## Administració
| Període   | Identitat        | Partit |
| --------- | ---------------- | ------ |
| 2001-2008 | Georges Barthe   | UMP    |
| 2008-     | Michel Gassiolle |        |